# Jean IV de Mauquenchy
Jean IV de Mauquenchy, detto Mouton, signore di Blainville (... – 1391), è stato un militare francese, maresciallo di Francia dal 1368.

## Biografia
Figlio di Jean III de Mauquenchy, rimase orfano di padre in giovane età, e faceva parte della guardia del Duca di Normandia (poi Giovanni II di Francia) nel 1339, quando i suoi parenti ed amici trattarono con lo zio Gilles de Blainville la successione del titolo.
Servì dapprima in Normandia, durante la guerra dei cent'anni, sotto Baudran de la Heuse e Jean Souvain. Nel 1357 fu presente all'assedio che Louis d'Harcourt, luogotenente del Duca di Normandia, pose alla città di Honfleur caduta in mano agli inglesi.
Il re Carlo V gli affidò la guardia del castello di Rouen nel 1364, e fu nominato maresciallo di Francia con lettera del 20 giugno 1368, dopo la morte del maresciallo Boucicaut.
Servì nuovamente in Normandia per tutto l'anno 1369, in qualità di luogotenente del re, e l'anno successivo in Poitou con il connestabile di Francia Bertrand du Guesclin.
Entrò nel Consiglio del Re nel 1375.
Continuò a servire al comando di una compagnia di cento uomini d'arme in Normandia, negli anni 1378, 1379 e seguenti.
Era presente alla cerimonia di omaggio che Giovanni V Duca di Bretagna rese a re Carlo VI a Compiègne il 28 settembre 1381.
Comandò l'avanguardia alla battaglia di Roosebeke del 1382, l'anno seguente si trovò presente all'assedio di Bourbourg, e nel mese di settembre combatté col connestabile de Clisson.
Quando il re decise, nel 1386, di invadere l'Inghilterra con un potente esercito, e a tale scopo ebbe convocato i maggiori signori del reame, Mauquenchy si presentò ad Amiens il 10 settembre con 4 cavalieri e 21 scudieri; ma la spedizione non ebbe luogo.
Due anni dopo prese parte, con il connestabile de Clisson e numerosi altri signori, all'assedio della fortezza di Bécherel, che gli inglesi dovettero cedere dopo oltre un anno di resistenza.
Morì nel febbraio 1391.